# Günther Hartmann
Günther Hartmann (* 13. Januar 1924 in Berlin; † 9. Dezember 2012 ebenda) war ein deutscher Ethnologe.

## Leben
Günther Hartmann wurde 1959 an der Freien Universität Berlin zum Dr. phil. promoviert und nahm 1962 eine Anstellung als Wissenschaftlicher Mitarbeiter am Museum für Völkerkunde Berlin an. 1967 erhielt er einen Lehrauftrag an der Freien Universität, wurde 1969 Kustos und 1971 Oberkustos der Staatlichen Museen zu Berlin. 1982 wurde er zum Honorarprofessor an der Freien Universität ernannt. Von 1985 bis zu seiner Emeritierung im Jahr 1989 leitete er die Abteilung Amerikanische Naturvölker am Berliner Völkerkundemuseum.
Von 1980 bis 1983 war Hartmann Vorsitzender der Berliner Gesellschaft für Anthropologie, Ethnologie und Urgeschichte, deren Ehrenmitglied er wurde.
Sein Forschungsschwerpunkt waren die indigenen Völker Südamerikas. Die private Sammlung, die er mit seiner Ehefrau Ursula zusammentrug, bereicherte zahlreiche Ausstellungen.
Von 1963 bis 1989 gab er die Zeitschrift für Ethnologie heraus.

## Ehrungen
- Philipp von Martius-Medaille, São Paulo 1988
- Rudolf Virchow Medaille in Silber, 1989

## Veröffentlichungen (Auswahl)
- Alkoholische Getränke bei Naturvölkern Südamerikas. Dissertation, Berlin 1958
- (Hrsg.) Welt der Indianer: Kultur and Kunst der Indianer Nordamerikas, Recklinghausen 1965
- Masken südamerikanischer Naturvölker, Veröffentlichungen des Museums für Völkerkunde Berlin: Abteilung Amerikanische Naturvölker Bd. 1, Berlin 1967
- Silberschmuck der Araukaner, Chile, Veröffentlichungen des Museums für Völkerkunde Berlin: Abteilung Amerikanische Naturvölker Bd. 4, Berlin 1974
- Molakana: Volkskunst der Cuna Panama, Veröffentlichungen des Museums für Völkerkunde Berlin: Abteilung Amerikanische Naturvölker Bd. 6, Berlin 1980,
- Xingú : Unter Indianern in Zentralbrasilien, Berlin 1986, ISBN  978-3-49601033-3